# Le mani di Orlac
Le mani di Orlac (Les Mains d'Orlac) è un romanzo poliziesco fantastico dello scrittore francese Maurice Renard pubblicato nel 1920. Da esso sono stati tratti quattro film.

## Trama
Il celebre pianista Stéphen Orlac perde entrambe le mani in un incidente. Un noto chirurgo le ricuce con un intervento di avanguardia, ma gli arti sembrano possedere vita propria, anzi, persino delle tendenze criminali. Grazie a un coriaceo ispettore di polizia, Stéphen e Rosine Orlac si renderanno conto che si trattava di una diabolica mistificazione tesa a ricattarli.

## Cinema
Nel corso degli anni sono stati prodotti quattro adattamenti cinematografici:
- Le mani dell'altro (Orlacs Hände), regia di Robert Wiene (1924)[1]
- Amore folle (Mad Love), regia di Karl Freund (1935)[2]
- Le mani dell'altro (The Hands of Orlac), regia di Edmond T. Gréville (1961)[3]
- Le mani dell'assassino (Hands of a Stranger), regia di Newton Arnold (1962)[4]

## Edizioni
- (FR) Maurice Renard, Le Mains d'Orlac, Paris, Editions Nilsson, 1920.
- Maurice Renard, Le mani d'Orlac, traduzione di Aldo Albani, Collana I Grandi Gialli n.13, Società Editrice Pagotto, 1951. - Collana I Grandi Azzurri n.17, Pagotto, 1953; in Delitti d'Oltralpe, Gli speciali del Giallo Mondadori n.87, 2018.
- Maurice Renard, Le mani di Orlac, a cura di L. Cozzi, Collana Libri di Profondo Rosso, Roma, Profondo Rosso, 2009, ISBN 978-88-95294-27-8.